# スル・ミガン・アピティ

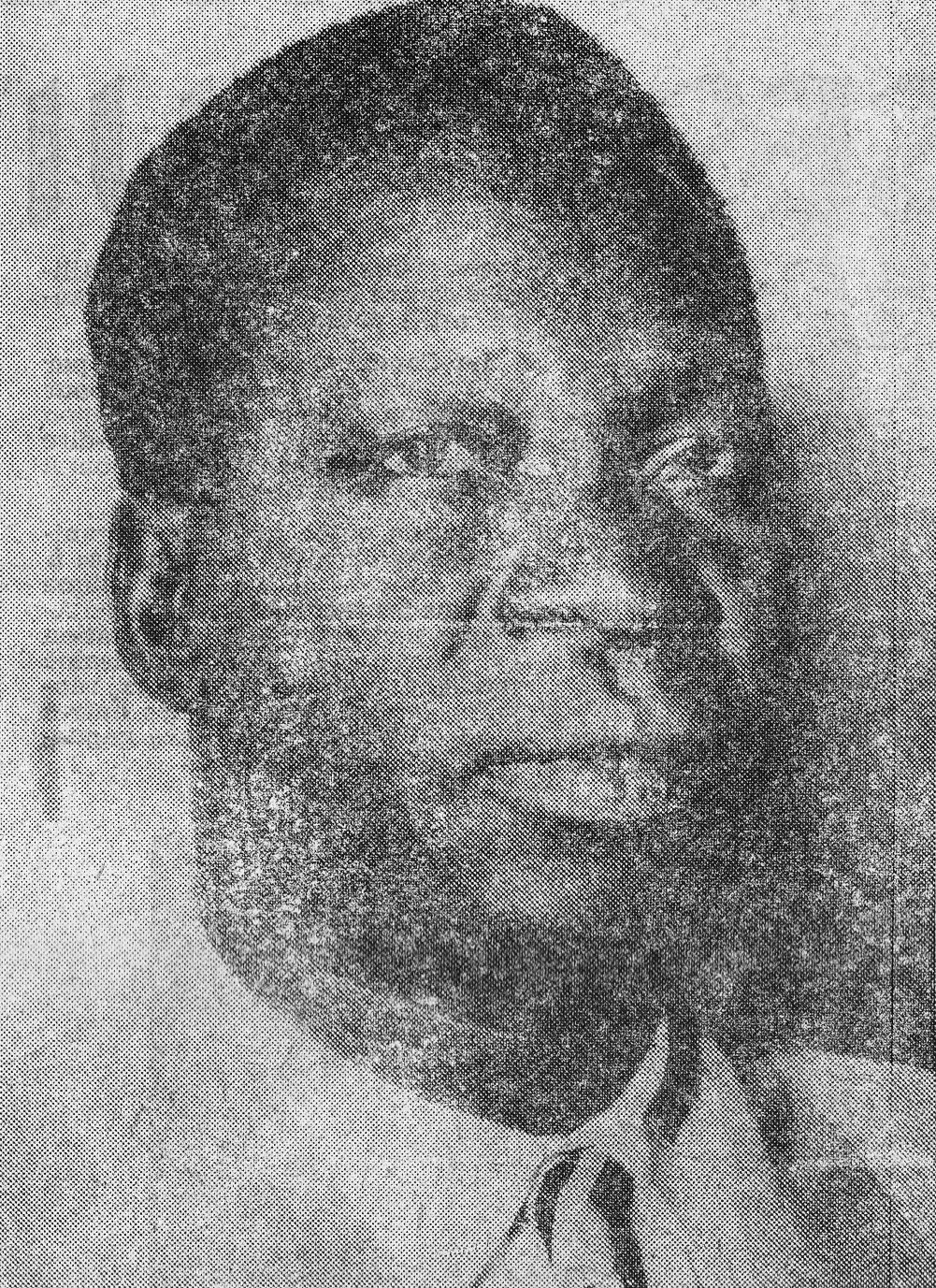
スル・ミガン・アピティ（1958年撮影）

スル・ミガン・アピティ（フランス語: Sourou Migan Apithy, 1913年4月13日 - 1989年12月3日）はベナンの政治家・大統領 (在任1964年 - 1965年)。

## 経歴
ダホメー (のちのベナン) はフランス統治下、南部ではフォン族、ヨルバ族が対立し、南北での民族対立が存在していた。このうちヨルバ族のアピティはダホメ王国の名門出身であり、フランスとカトリック教会の強い支持を得ていた。アピティは｢ダホメー共和党 (PDD)」を結成した。
1960年8月、ダホメーが独立すると、フォン族に基盤を持つジャスティン・アホマデグベ、北部バリバ族の有力政治家ユベール・マガ、アピティの３人が中心となり政権が運営された。
1963年10月27日、クリストファ・ソグロ参謀長のクーデターにより腐敗したマガ政権が打倒されると、新たな憲法が制定され、アピティが大統領、アホマデグベが副大統領に就任した (1964年1月)。しかし、政権はフォン族とヨルバ族の敵対関係からすぐに行き詰まり、1965年11月、ソグロ将軍が再びクーデターを起こして政権は崩壊した。アピティは国外に亡命した。
ダホメーはその後も政情不安が続き、1967年12月、1969年12月とクーデターが頻発した。1969年12月に発足したモーリス・クアンデテ参謀長、ポール・エミール・ドソウザ大佐ら率いる軍事政権は、民政復帰を決定してアホマデグベ、アピティ、マガの三頭体制を復活させた。
1970年には三頭体制の下で大統領協議会が発足し、三頭が交代で議長に就任することとなった。しかし、軍や政治家の腐敗は深刻で、軍若手将校のマチュー・ケレク少佐によるクーデター (1972年10月26日) で三頭体制は崩壊した。ダホメーはケレク政権による安定期に入り、アピティらは失脚した。